# David Vršecký
David Vršecký (8 de diciembre de 1975, Roudnice nad Labem) es un piloto checo de automovilismo. Ha participado en el Campeonato de Europa de Camiones, o ETRC por sus siglas en inglés, organizado por la FIA, donde fue campeón en 2008 y 2009. Es uno de los mejores pilotos de camiones del siglo. Actualmente, trabaja como ingeniero en el equipo de carreras de camiones checo Buggyra, del que además fue piloto.

## Biografía

### Campeonato de Europa de Carreras de Camiones

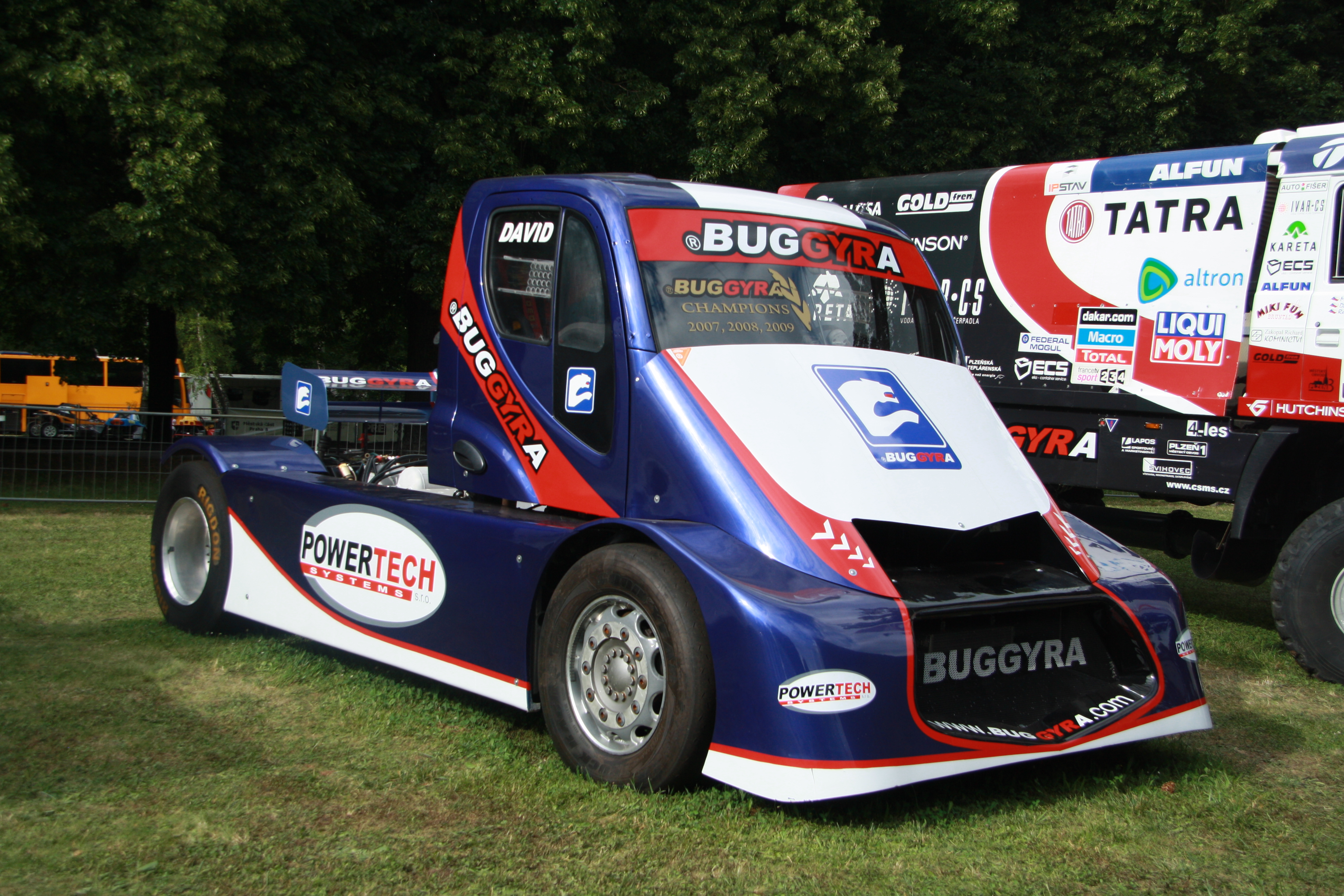
Prototipo con el que Vršecký batió récords de velocidad.

Vršecký comenzó su trayectoria en el pilotaje de camiones en el año 1998, corriendo con un Sisu del equipo ProCa-PTE Holoubek.
Más tarde, ejerció etre los año 1999 y 2001 como piloto de pruebas del equipo estrella del Campeonato de Europa de Carreras de Camiones, Buggyra.
En 2002 comenzó a correr para el equipo checo en la categoría del ETRC Súper Camión de Carreras, en la que finalizó sexto. De esta manera, consiguió ser el Rookie del año. Al año siguiente, en la misma categoría, y con el mismo equipo, consiguió mejorar sus resultados hasta llegar al tercer puesto en la clasificación general final. En 2004 vuelve a ser tercero. Ese mismo año bate el récord mundial de velocidad de un camión en Dubái. En 2005 fue cuarto en el campeonato, pero esta vez en la categoría Camión de Carreras.
En el año 2006 empeoró sus resultados y acabó quinto en la misma categoría que el año anterior. Pese a que empezó ganando las tres primeras carreras, tan sólo pudo ganar una de las treinta y una restantes, sumando cuatro victorias en total esa temporada. Consiguió dos poles, las dos primeras del año.  

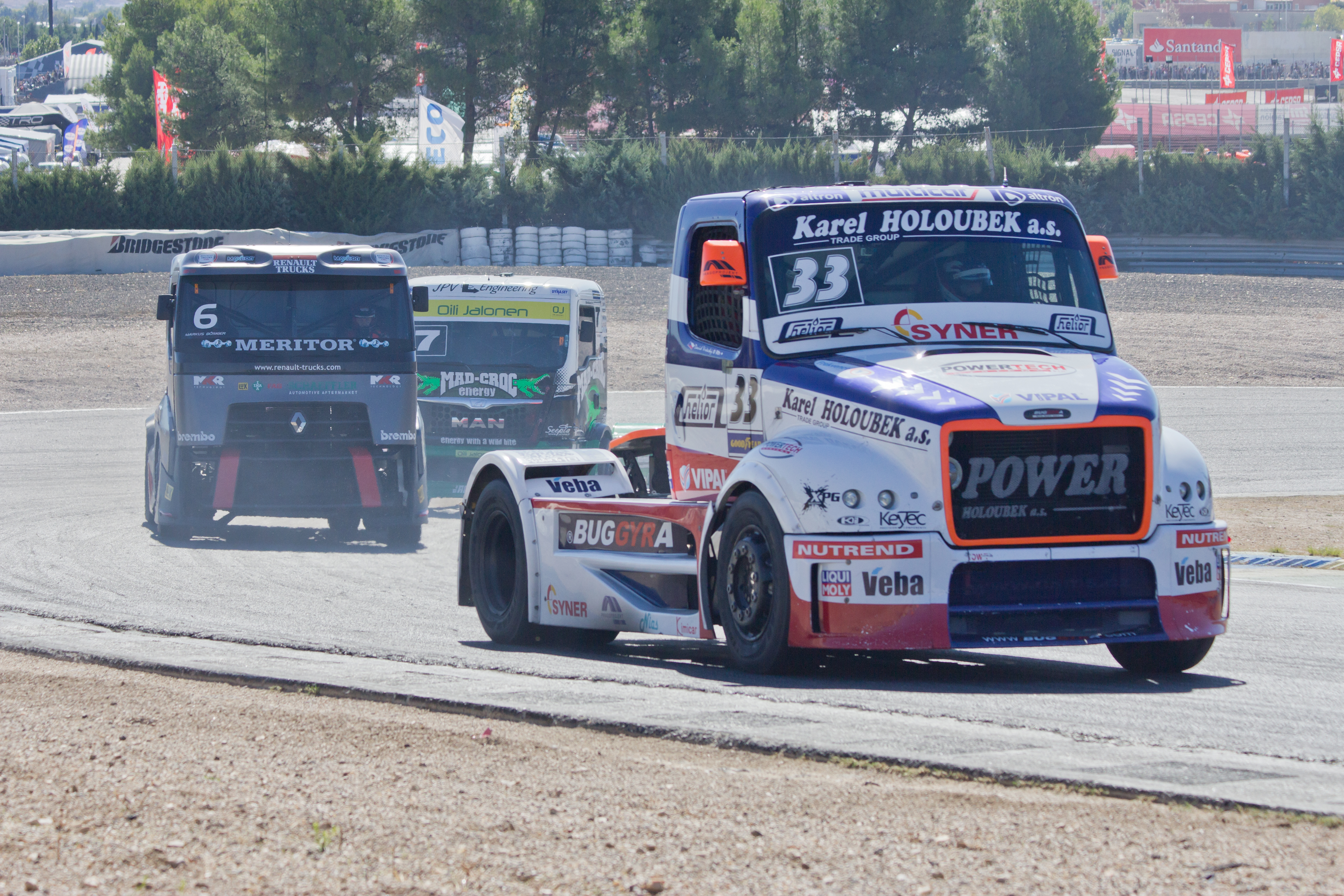
David Vršecký en el Gran Premio Camión de España del 2013, celebrado en el Cricuito del Jarama, seguido de Markus Bösiger y Mika Mäkinen.

En la temporada 2007 mejoró sus resultados y acabó en tercera posición. Ese año consiguió cuatro poles y ganó siete carreras.
En el año 2008 llegó su primer título continental de carreras de camiones, título que revalidaría en 2009. Logró ocho poles y ocho victorias de carrera en 2008. En 2009, consiguió seis poles. Ganó dieciséis carreras y se subió al podium en 36 de las 40 carreras. Ese año volvió a establecer un nuevo récord mundial de velocidad.
En esos tres (2007, 2008 y 2009) años ayudó a conseguir el Campeonato por equipos del ETRC para Buggyra junto a su compañero de equipo, el suizo Markus Bösiger.
En 2010, con una pole y dos carreras ganadas, se colocó quinto en la clasificación general final. Fue el único piloto de Bugyra corriendo en 2010. Ese año ayudó a diseñar un nuevo camión de cara al año siguiente, y, además, estableció tres récords mundiales de velocidad en Lausitzring.
En 2011, tras una pole y tres victorias de carrera, finaliza quinto. Él y su nuevo compañero de equipo, Christopher Levett, finalizan cuartos en el Campeonato de equipos.
En 2012 consiguió una única pole y tres victorias, dos en Misano y una en su país natal, en Most. Finalizó quinto en la general. Al ser el único Buggyra que corrió a tiempo completo no participó en el Campeonato por equipos.
Vršecký ganó tres carreras, en Red Bull Ring, Most y Zolder, y obtuvo una pole, en Zolder en el año 2013. Al año siguiente hace equipo con Adam Lacko. Juntos acabaron segundos en el Campeonato por equipos. En el plano individual, consiguió cuatro victorias y una pole, terminando quinto en la general.
Tras dos victorias, en Most y Zolder, finaliza cuarto en el campeonato de 2015. En 2016 no compite en el Campeonato de Europa, y su sitio en Buggyra lo ocupa el checo Jiri Forman. Ese año se convirtió en ingeniero de Buggyra, y preparó a los Tatra que disputarían el Rally Dakar del año 2017.
Regresó a la competición en 2017 ocupando el segundo Buggyra en a partir de la ronda tres del campeonato. Finalizó octavo ganando la segunda carrera del Jarama. A final de temporada anunció su retirada del europeo para volver a su labor de ingeniero diseñador de Buggyra.

### Campeonato Chino de Carreras de Camiones
En 2015 participa en el Campeonato Chino de Carreras de Camiones (CTR, por sus siglas en inglés), finalizando segundo por detrás de su compañero de equipo y piloto de Buggyra en rallies raid Martin Kolomý.
Paralelamente a su labor de ingeniero, en 2016 volvió a disputar el CTR, proclamándose campeón por primera vez.
En 2017 volvió a disputar el CTR, del que se volvió a proclamar campeón, esta vez compaginándolo con el ETRC, como en 2015.
En 2018 se proclamó campeón del CTR a bordo del camión que había estado diseñado a lo largo de sus años como ingeniero, llamado Buggyra Zero, distinto al usado en el ETRC, el Fat Fox.

### Tata Prima Trucks Championship
En 2017, compaginándolo con el ETRC y el CTR, disputa el Tata Prima Trucks Championship. Ese año Tata invitó a los seis primeros clasificados del ETRC del año anterior (2016) y otras leyendas como Antonio Albacete o Vršecký, quien logró proclamarse campeón. Formó equipo junto al piloto español, bajo el nombre de Team DealerDarevil.

### Rallies Raid

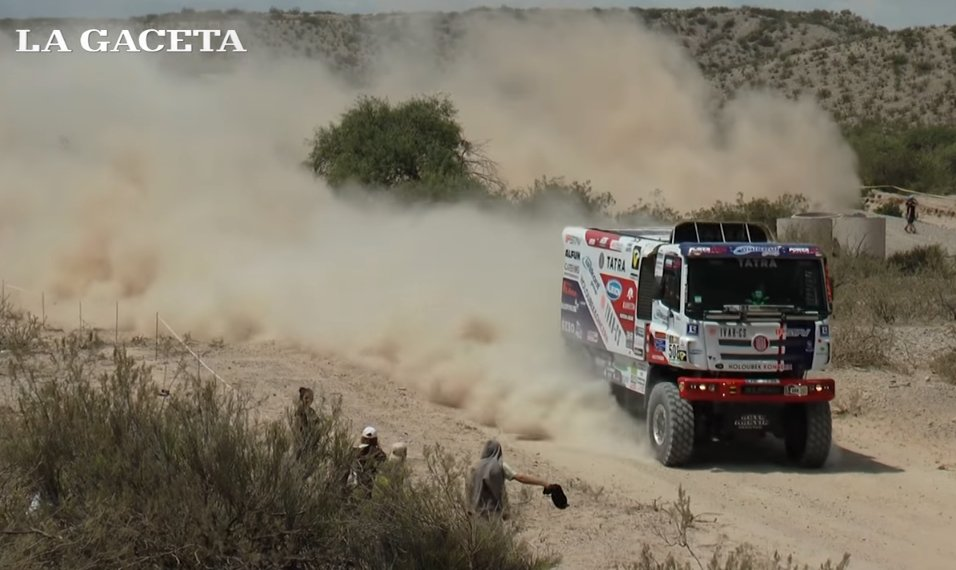
Tatra del equipo Buggyra similar al usado por Vršecký en la Baja Drawsko 2016.

David Vršecký participó en el Rally Dakar 2011 a bordo del Tatra de Buggyra número 509 junto a Marek Spacil y Jan Vodrhánek. Su labor fue la de navegador en lugar de la de piloto.
En 2016 participó en la Baja Drawsko como parte de la preparación de los Tatra que disputarían el Rally Dakar del año 2017. Finalizó con una fantástica segunda posición, algo destacable ya que era su debut en un rally.
Corrieron rumores que sugerían que Vršecký disputaría el Rally Dakar 2017 junto a Martin Kolomy, algo que finalmente no sucedió.

## Resultados

### Copa de Europa de Carreras de Camiones
| Año  | Equipo  | Vehículo     | Puesto |
| ---- | ------- | ------------ | ------ |
| 2002 | Buggyra | Freightliner | 6      |
| 2003 | Buggyra | Freightliner | 3      |
| 2004 | Buggyra | Freightliner | 3      |
| 2005 | Buggyra | Freightliner | 4      |

### Resultados en el Campeonato de Europa de Carreras de Camiones
| Año  | Camión       | N.º | Equipo  | 1     | 1      | 1       | 1     | 2     | 2       | 2      | 2       | 3       | 3      | 3       | 3     | 4     | 4     | 4       | 4     | 5     | 5     | 5     | 5     | 6       | 6       | 6       | 6       | 7       | 7       | 7     | 7     | 8       | 8       | 8       | 8       | 9       | 9     | 9       | 9       | 10     | 10     | 10      | 10      | 11    | 11    | 11    | 11    | Posición | Puntos |
| ---- | ------------ | --- | ------- | ----- | ------ | ------- | ----- | ----- | ------- | ------ | ------- | ------- | ------ | ------- | ----- | ----- | ----- | ------- | ----- | ----- | ----- | ----- | ----- | ------- | ------- | ------- | ------- | ------- | ------- | ----- | ----- | ------- | ------- | ------- | ------- | ------- | ----- | ------- | ------- | ------ | ------ | ------- | ------- | ----- | ----- | ----- | ----- | -------- | ------ |
| 2006 | Freightliner | 4   | Buggyra | BAR 1 | BAR 1  | BAR 1   | BAR 5 | MIS 5 | MIS Ret | MIS 6  | MIS 4   | ALB 5   | ALB 5  | ALB 4   | ALB 5 | NOG 5 | NOG 5 | NOG Ret | NOG 8 | NUR 2 | NUR 8 | NUR 1 | NUR 2 | MOS DNS | MOS DNS | MOS 2   | MOS 2   | ZOL 2   | ZOL 1   | ZOL 3 | ZOL 4 | JAR 9   | JAR Ret | JAR DNS | JAR DNS | LMS 4   | LMS 3 | LMS 6   | LMS 5   |        |        |         |         |       |       |       |       | 5º       | 220    |
| 2007 | Freightliner | 5   | Buggyra | BAR 2 | BAR 6  | BAR 4   | BAR 1 | ZOL 4 | ZOL 2   | ZOL 20 | ZOL 5   | ALB 6   | ALB 4  | ALB 7   | ALB 1 | NOG 4 | NOG 6 | NOG 3   | NOG 3 | NUR 2 | NUR 2 | NUR 3 | NUR 1 | MOS 1   | MOS 3   | MOS Ret | MOS DNS | LMS 4   | LMS 5   | LMS 1 | LMS 1 | MIS 3   | MIS 5   | MIS 3   | MIS 1   | JAR 10  | JAR 7 | JAR 2   | JAR Ret |        |        |         |         |       |       |       |       | 3º       | 321    |
| 2008 | Freightliner | 3   | Buggyra | BAR 4 | BAR 3  | BAR 1   | BAR 1 | MIS 2 | MIS 1   | MIS 3  | MIS 4   | ALB 2   | ALB 5  | ALB 2   | ALB 3 | NOG 1 | NOG 2 | NOG 3   | NOG 2 | NUR 5 | NUR 2 | NUR 2 | NUR 1 | MOS 1   | MOS 1   | MOS 2   | MOS 2   | ZOL 3   | ZOL 3   | ZOL 2 | ZOL 1 | LMS 2   | LMS 3   | LMS 7   | LMS 3   | JAR 3   | JAR 4 | JAR 2   | JAR 2   |        |        |         |         |       |       |       |       | 1º       | 490    |
| 2009 | Freightliner | 1   | Buggyra | ASS 2 | ASS 1  | ASS Ret | ASS 5 | MIS 2 | MIS 2   | MIS 1  | MIS 3   | ALB 3   | ALB 1  | ALB 3   | ALB 3 | NOG 1 | NOG 3 | NOG 2   | NOG 2 | BAR 1 | BAR 3 | BAR 3 | BAR 1 | NUR 3   | NUR 1   | NUR 1   | NUR 3   | MOS 1   | MOS 1   | MOS 3 | MOS 2 | ZOL 2   | ZOL 1   | ZOL 1   | ZOL 2   | LMS 1   | LMS 3 | LMS 1   | LMS 1   | JAR 1  | JAR 4  | JAR 2   | JAR 4   |       |       |       |       | 1º       | 490    |
| 2010 | Freightliner | 1   | Buggyra | MIS 5 | MIS C  | MIS 4   | MIS 2 | ALB 5 | ALB 7   | ALB 3  | ALB 4   | NOG 7   | NOG 2  | NOG Ret | NOG 5 | NUR 4 | NUR 1 | NUR 6   | NUR 2 | SMO 3 | SMO 5 | SMO 2 | SMO 8 | MOS 5   | MOS 4   | MOS Ret | MOS 7   | ZOL 8   | ZOL Ret | ZOL 3 | ZOL 5 | LMS Ret | LMS DNS | LMS 6   | LMS 8   | JAR 6   | JAR 2 | JAR 7   | JAR 1   |        |        |         |         |       |       |       |       | 5º       | 226    |
| 2011 | Freightliner | 5   | Buggyra | DON 4 | DON 11 | DON 5   | DON 4 | MIS 8 | MIS Ret | MIS 4  | MIS Ret | ALB 5   | ALB 2  | ALB 5   | ALB 5 | NOG 5 | NOG 1 | NOG 4   | NOG 8 | NUR 6 | NUR 2 | NUR 7 | NUR 1 | SMO 3   | SMO 4   | SMO 4   | SMO 2   | MOS 2   | MOS 1   | MOS 5 | MOS 5 | ZOL 5   | ZOL 8   | ZOL 3   | ZOL 6   | JAR Ret | JAR 7 | JAR 2   | JAR 4   | LMS 1  | LMS 4  | LMS DNS | LMS DNS |       |       |       |       | 5º       | 287    |
| 2012 | Freightliner | 5   | Buggyra | EST 6 | EST 4  | EST Ret | EST 4 | MIS 5 | MIS 1   | MIS 5  | MIS 1   | JAR Ret | JAR 3  | JAR 6   | JAR 5 | NOG 6 | NOG 4 | NOG 12  | NOG 9 | DON 4 | DON 1 | DON 5 | DON 2 | NUR 4   | NUR Ret | NUR 2   | NUR 5   | SMO 5   | SMO 2   | SMO 5 | SMO 6 | MOS 4   | MOS 2   | MOS 6   | MOS 1   | ZOL 3   | ZOL 6 | ZOL Ret | ZOL 8   | JAR 11 | JAR 10 | JAR Ret | JAR 9   | LMS 2 | LMS 6 | LMS 4 | LMS 4 | 5º       | 284    |
| 2013 | Freightliner | 33  | Buggyra | MIS 2 | MIS 4  | MIS 3   | MIS 3 | NAV 3 | NAV 5   | NAV 6  | NAV 2   | NOG 11  | NOG 9  | NOG 4   | NOG 7 | RBR 6 | RBR 6 | RBR 7   | RBR 1 | NUR 3 | NUR 4 | NUR 4 | NUR 4 | SMO 4   | SMO 9   | SMO 2   | SMO 5   | MOS 4   | MOS Ret | MOS 7 | MOS 1 | ZOL Ret | ZOL 5   | ZOL 1   | ZOL 5   | JAR Ret | JAR 5 | JAR 4   | JAR 4   | LMS 6  | LMS 3  | LMS 3   | LMS 7   |       |       |       |       | 5º       | 294    |
| 2014 | Freightliner | 33  | Buggyra | MIS 4 | MIS 9  | MIS 5   | MIS 1 | NAV 5 | NAV 1   | NAV 6  | NAV 3   | NOG 6   | NOG 17 | NOG 4   | NOG 7 | RBR 6 | RBR 1 | RBR 5   | RBR 5 | NUR 5 | NUR 9 | NUR 4 | NUR 7 | MOS 6   | MOS 3   | MOS 1   | MOS 3   | ZOL Ret | ZOL 7   | ZOL 5 | ZOL 5 | JAR 5   | JAR Ret | JAR 4   | JAR 5   | LMS 4   | LMS 5 | LMS 4   | LMS 2   |        |        |         |         |       |       |       |       | 5º       | 255    |
| 2015 | Freightliner | 33  | Buggyra | VAL 4 | VAL 4  | VAL 4   | VAL 3 | RBR 4 | RBR 4   | RBR 4  | RBR 4   | MIS 5   | MIS 4  | MIS 6   | MIS 2 | NOG 4 | NOG 5 | NOG 5   | NOG 9 | NUR 4 | NUR 3 | NUR 2 | NUR 3 | MOS 8   | MOS 1   | MOS 6   | MOS 2   | HUN 4   | HUN 2   | HUN 6 | HUN 3 | ZOL 4   | ZOL 4   | ZOL 7   | ZOL 1   | JAR 8   | JAR 2 | JAR 4   | JAR 5   | LMS 4  | LMS 6  | LMS 4   | LMS 4   |       |       |       |       | 4º       | 405    |
| 2017 | Freightliner |     |         |       |        |         |       |       |         |        |         |         |        |         |       |       |       |         |       |       |       |       |       |         |         |         |         |         |         |       |       |         |         |         |         |         |       |         |         |        |        |         |         |       |       |       |       |          |        |
| 2017 | Freightliner | 33  | Buggyra | RBR   | RBR    | RBR     | RBR   | MIS   | MIS     | MIS    | MIS     | NUR 12  | NUR 15 | NUR 5   | NUR C | SVK 6 | SVK 6 | SVK 6   | SVK 8 | HUN 8 | HUN 4 | HUN 9 | HUN 3 | MOS 6   | MOS 5   | MOS 7   | MOS 2   | ZOL 5   | ZOL 10  | ZOL 7 | ZOL 2 | LMS 4   | LMS 5   | LMS 6   | LMS 6   | JAR 4   | JAR 1 | JAR 5   | JAR Ret |        |        |         |         |       |       |       |       | 8º       | 150    |

### Campeonato Chino de Carreras de Camiones
| Año  | Equipo  | Vehículo     | Puesto |
| ---- | ------- | ------------ | ------ |
| 2015 | Buggyra | Freightliner | 2      |
| 2016 | Buggyra | Freightliner | 1      |
| 2017 | Buggyra | Freightliner | 1      |
| 2018 | Buggyra | Freightliner | 1      |

### Tata Prima Trucks Championship
| Año  | Vehículo | N.º | Equipo               | 1     | 1     | Puesto |
| ---- | -------- | --- | -------------------- | ----- | ----- | ------ |
| 2017 | Tata     | 19  | Team DealerDaredevil | BUD 1 | BUD 1 | 1º     |

### Rally Dakar
| Año  | Equipo  | Vehículo | Puesto      |
| ---- | ------- | -------- | ----------- |
| 2011 | Buggyra | Tatra    | Desconocido |

## Estadísticas en el ETRC[2]
15 temporadas como piloto 
145 fines de semana de carreras
519 carreras
67 victorias (55 desde su unificación en 2006, cuarto piloto con más victorias)
72 segundos puestos
63 terceros puestos

## Palmarés
Bicampeón del ETRC (2008 y 2009).
Tricampeón del Campeonato Chino de Camiones (2016, 2017 y 2018).
Campeón del Tata Prima Trucks Championship (2017).